# Episodi di The George Burns and Gracie Allen Show (quarta stagione)
La quarta stagione della serie televisiva The George Burns and Gracie Allen Show è stata trasmessa in anteprima negli Stati Uniti d'America dalla CBS tra il 5 ottobre 1953 e il 23 agosto 1954.
| nº | Titolo originale                                         | Titolo italiano | Prima TV USA     | Prima TV Italia |
| -- | -------------------------------------------------------- | --------------- | ---------------- | --------------- |
| 1  | Morton Buys Iron Deer/Gracie Thinks George Needs Glasses |                 | 5 ottobre 1953   |                 |
| 2  | Gracie Helps Morton Get CPA Account                      |                 | 12 ottobre 1953  |                 |
| 3  | Gracie Gets a Jury Summons                               |                 | 19 ottobre 1953  |                 |
| 4  | George Teaches Gracie Not to Be Careless                 |                 | 26 ottobre 1953  |                 |
| 5  | George and Harry Mad at Each Other                       |                 | 2 novembre 1953  |                 |
| 6  | Gracie Gets a Business Manager                           |                 | 9 novembre 1953  |                 |
| 7  | Raccoon Coat Story                                       |                 | 16 novembre 1953 |                 |
| 8  | Gracie Thinks Harry is Broke                             |                 | 23 novembre 1953 |                 |
| 9  | Gracie Going to San Francisco                            |                 | 30 novembre 1953 |                 |
| 10 | Gracie Thinks George is Retiring from Show Business      |                 | 7 dicembre 1953  |                 |
| 11 | George and Gracie Going to Rose Marie Premiere           |                 | 14 dicembre 1953 |                 |
| 12 | Problem Husbands                                         |                 | 21 dicembre 1953 |                 |
| 13 | Gracie's Anniversary Present                             |                 | 28 dicembre 1953 |                 |
| 14 | Uncle Harvey's Invention                                 |                 | 4 gennaio 1954   |                 |
| 15 | George Reading Play to Be Done in London                 |                 | 11 gennaio 1954  |                 |
| 16 | Gracie Helps Mechanic with Girlfriend                    |                 | 18 gennaio 1954  |                 |
| 17 | Gracie Discovers George's Secret Weakness                |                 | 25 gennaio 1954  |                 |
| 18 | Gracie Has to Sell George's Car by Five O'Clock          |                 | 1º febbraio 1954 |                 |
| 19 | Gracie Wins a Television Set                             |                 | 8 febbraio 1954  |                 |
| 20 | No Fan Mail for George                                   |                 | 15 febbraio 1954 |                 |
| 21 | George and Gracie Going to Opera 'Carmen'                |                 | 22 febbraio 1954 |                 |
| 22 | Harry Morton Is Missing                                  |                 | 1º marzo 1954    |                 |
| 23 | Gracie Goes to Psychiatrist for Blanche's Dream          |                 | 8 marzo 1954     |                 |
| 24 | Gracie's Old Boy Friend, Dan Conroy, Comes to Town       |                 | 15 marzo 1954    |                 |
| 25 | The Old Grads                                            |                 | 22 marzo 1954    |                 |
| 26 | Columbia Pictures Doing Burns and Allen Story            |                 | 29 marzo 1954    |                 |
| 27 | An Elephant Sits on Gracie's Fender                      |                 | 5 aprile 1954    |                 |
| 28 | George Gets Black Eye from Open Door                     |                 | 12 aprile 1954   |                 |
| 29 | Dolores De Marco, George's Ex-Vaudeville Partner         |                 | 19 aprile 1954   |                 |
| 30 | Vanderlip Buys Black Negligee for His Wife               |                 | 26 aprile 1954   |                 |
| 31 | Gracie and George Have a Mystery Anniversary             |                 | 3 maggio 1954    |                 |
| 32 | George Resting for Insurance Examination                 |                 | 10 maggio 1954   |                 |
| 33 | One Week to Live                                         |                 | 5 luglio 1954    |                 |
| 34 | Gracie Buys Old Movies to Sell to Television             |                 | 12 luglio 1954   |                 |
| 35 | Emily Vanderlip's Elopement                              |                 | 19 luglio 1954   |                 |
| 36 | Gracie Runs for City Council                             |                 | 26 luglio 1954   |                 |
| 37 | Burnses and Mortons Choosing Movie to Attend             |                 | 2 agosto 1954    |                 |
| 38 | Gracie Buys a Toaster Wholesale                          |                 | 9 agosto 1954    |                 |
| 39 | Mortons Exchange Houses with the Gibsons from New York   |                 | 16 agosto 1954   |                 |
| 40 | George Teaches Gracie Not to Start Rumors                |                 | 23 agosto 1954   |                 |